# Universitat Sorbona
La Universitat Sorbona (en francès: Sorbonne Université) és una universitat francesa a París. Es va crear l’1 de gener de 2018 fusionant les universitats de París-Sorbona (París-IV) i Pierre-et-Marie-Curie (París-VI).
Es divideix en tres facultats : la Facultat de Lletres, la de Medicina i la de Ciències i Enginyeria. El 2019, hi havia 55.600 estudiants a la Sorbonne Université, dels quals 10.200 eren estudiants internacionals i 6.700 investigadors i professors de recerca.
El rànquing QS de la World University per al 2021, que distingeix les millors universitats del món, situa la Sorbonne Université en el lloc 97. El rànquing de Xangai classificava la Sorbona Universitat com la 39a millor universitat del món.